# Carella de Carellis
Carella de Carellis è il quarto album in studio del cantautore italiano Enzo Carella, pubblicato nel 1992 dalla It.
Dei dieci brani che compongono l'album, solo i cinque su lato A sono inediti; gli altri, già pubblicati su album precedenti, sono qui remixati con l'aggiunta sporadica di nuove sovraincisioni.

## Tracce
Testi di Pasquale Panella, musiche di Enzo Carella.
Lato A
1. Aspetta e S.p.A. – 5:08
2. Bubbà – 4:20
3. L'occhio nero – 4:55
4. La pappa del cuore – 4:12
5. Pensa se una – 3:46

Lato B
1. Fosse vero – 4:29
2. Barbara – 4:03
3. Amara – 3:34
4. Malamore – 3:20
5. Carmè – 5:01

## Musicisti
Lato A e sovraincisioni sul lato B (1992):
- Enzo Carella – voce, chitarre, tastiere
- Matteo Esposito – basso elettrico
- Luca Trolli – batteria
- Elisabetta Tucci – cori
- Daniela Velli – cori

Lato B (incisioni originali del 1977-'79):
- Enzo Carella – voce, chitarre
- Maurizio Guarini – pianoforte, tastiere
- Agostino Marangolo – batteria
- Carlo Pennisi – chitarre
- Fabio Pignatelli – basso elettrico
- Alessandro Centofanti – tastiere
- Federico Troiani – tastiere